# Costești
Costești là một thị xã thuộc hạt Argeș, România. Dân số thời điểm năm 2002 là 10892 người.